# Идол (ТВ серија)
Идол (енгл. The Idol) америчка је телевизијска серија коју су створили Сем Левинсон, Ејбел „” Тесфаје и Реза Фахим за HBO. Прати амбициозну поп певачицу (Лили-Роуз Деп) и њену сложену везу са гуруом за самопомоћ и вођом култа, Тедросом (Тесфаје).
Прве две епизоде серије су приказане 22. маја 2023. године на Канском филмском фестивалу, док је HBO емитује од 4. јуна исте године. Добила је негативне рецензије критичара због сценарија, режије и сексуалног садржаја, уз похвале за директоре фотографије, продукцију и глуму Депове. У августу 2023. отказана је након једне сезоне.

## Синопсис
Прати Џослин (Лили-Роуз Деп), амбициозну поп певачицу која, након нервног слома због којег је њена последња турнеја отказана, одлучује да поврати своју титулу најсексипилније поп звезде у Америци и започне сложену везу са Тедросом (Ејбел „” Тесфаје), гуруом за самопомоћ и вођом савременог култа.

## Улоге
| Глумац        | Улога  |
| ------------- | ------ |
| Лили-Роуз Деп | Џослин |
| Ејбел Тесфаје | Тедрос |
| Сузана Сон    | Клои   |
| Трој Сиван    | Зандер |
| Џејн Адамс    | Ники   |

## Епизоде
| Бр. еп. | Наслов | Редитељ      | Сценариста                                                                     | Премијера     | Гледаност у САД (милиони) |
| --- | ------ | ------------ | ------------------------------------------------------------------------------ | ------------- | ------------------------- |
| 1 |        | Сем Левинсон | Teleplay by : Сем Левинсон Story by : Ејбел Тесфаје, Реза Фахим и Сем Левинсон | 4. јун 2023.  | 0,232                     |
| Поп суперзвезда Џослин упозна Тедроса, загонетног власника ноћног клуба који жели да у потпуности откључа њен музички потенцијал.                                                                        |        |              |                                                                                |               |                           |
| 2 |        | Сем Левинсон | Teleplay by : Сем Левинсон Story by : Ејбел Тесфаје и Сем Левинсон             | 11. јун 2023. | 0,135                     |
| Након што се сукоби са својим тимом због новог сингла, Џослин гура себе преко границе на снимању свог музичког спота.                                                                                    |        |              |                                                                                |               |                           |
| 3 |        | Сем Левинсон | Teleplay by : Сем Левинсон Story by : Ејбел Тесфаје и Сем Левинсон             | 18. јун 2023. | 0,133                     |
| Кад Тедрос почне да доноси све одлуке у Џослинином животу, неки чланови њеног тима постану сумњичави. |        |              |                                                                                |               |                           |
| 4 |        | Сем Левинсон | Teleplay by : Сем Левинсон Story by : Ејбел Тесфаје и Сем Левинсон             | 25. јун 2023. | 0,133                     |
| Упркос растућим тензијама између ње и Тедроса, Џослин је одлучна да представи свој нови звук и изглед свету.                                                                                             |        |              |                                                                                |               |                           |
| 5 |        | Сем Левинсон | Teleplay by : Сем Левинсон Story by : Ејбел Тесфаје и Сем Левинсон             | 2. јул 2023.  | 0,185                     |
| Џослин оптужује Тедроса да је преварант, тврдећи да је био опседнут њом и пре него што су се упознали. Упркос томе, Тедрос остаје на Џоселинином имању и прати је на састанку са њеном издавачком кућом. |        |              |                                                                                |               |                           |